# Dordogna
La Dordogna (Dordogne) è un dipartimento francese della regione Nuova Aquitania. Il nome del dipartimento deriva dal nome del fiume omonimo che scorre nel suo territorio.

## Geografia
Il territorio del dipartimento confina con i dipartimenti di Charente a nord-ovest, dell'Alta Vienne a nord-est, di Corrèze a est, di Lot a sud-est, del Lot e Garonna a sud, di Gironda a sud-ovest e di Charente Marittima a ovest.
Il dipartimento è stato creato dopo la rivoluzione francese, il 4 marzo 1790, in applicazione della legge del 22 dicembre 1789, a partire dal territorio della provincia di Périgord.
Le principali città, oltre al capoluogo Périgueux, sono Bergerac, Nontron, Sarlat-la-Canéda, Montpon-Ménestérol e Terrasson-Lavilledieu.
Il territorio della Dordogna ospita più di un migliaio di castelli molto interessanti da un punto di vista storico e turistico. I più famosi sono:
- Castelnaud-la-Chapelle
- Commarque
- Monbazillac
- Castello di Beynac a Beynac-et-Cazenac
- Herm
- Bourdeilles
- Biron
- Giardini Marqueyssac
- Milandes, residenza di Joséphine Baker.

La valle della Vézère raccoglie numerose grotte: Lascaux, Font de Gaume e Combarelles (a Les Eyzies), La Roque-Saint-Christophe, Rouffignac et Cro-Magnon.
La Dordogna è famosa presso gli antropologi per possedere numerose vestigia delle civiltà umane preistoriche.
A partire dalla valle di Cro-Magnon, che ha dato il nome a un Homo sapiens, fino alle grotte di Lascaux, che conservano tali e tante pitture rupestri sulla volta da essere note come "La Cappella Sistina della preistoria", questa regione è stata una delle zone preferite dall'umanità primitiva in Europa.
Sono inoltre attrazioni turistiche:
- il villaggio di Bournat

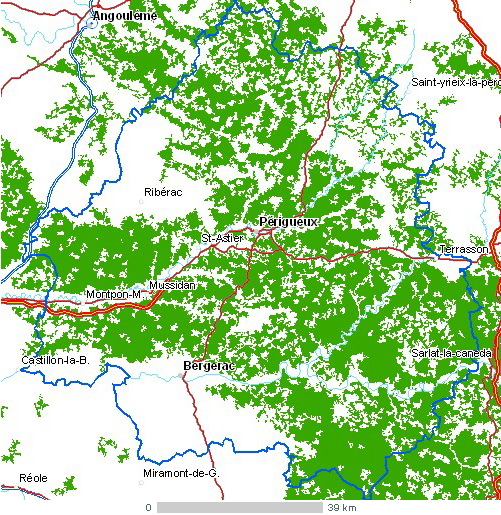
Carta del dipartimento della Dordogna

- l'abbazia di Brantôme (dell'XI secolo)
- il parco archeologico di Beynac
- il villaggio di Mandacou
- il fenomeno mascaret, onda che si crea nel fiume ed è frequentata da molti surfisti ogni anno